# 雅望王
雅望王（？—？），日本平安時代前期皇族，他是仁明天皇之孫，式部卿本康親王之子。他本人官位從四位上左馬寮頭。

## 經歷
他直叙從四位下，在陽成天皇朝歷任侍講和彈正大弼。元慶8年（884年）因光孝天皇即位升至從四位上，仁和3年（887年）2月兼美作國權守，同年5月由彈正大弼轉任神祇伯。

## 系譜
- 父：本康親王
- 母：不詳
- 正室：藤原山蔭（日语：藤原山蔭）女
- 三子：平隨時（日语：平随時）（890-953）
- 生母不詳之子女
- 子：平希世（？-930）

在尊卑分脈中把雅望王稱為平雅望。